# Meana Sardo
Meana Sardo (en sard, Meana) és un municipi italià, dins de la província de Nuoro. L'any 2007 tenia 1.979 habitants. Es troba a la regió de Barbagia di Belvì. Limita amb els municipis d'Aritzo, Atzara, Belvì, Laconi (OR) i Samugheo (OR).

## Administració
| Període | Identitat    | Partit        |
| ------- | ------------ | ------------- |
| 2005-   | Angelo Nocco | Llista cívica |